# ネブラスカ大学システム
ネブラスカ大学システム（英語: University of Nebraska system）は、アメリカ合衆国ネブラスカ州の州立大学群。本部はリンカーンにある。

## 構成機関
- ネブラスカ大学リンカーン校
- ネブラスカ大学オマハ校（英語版）
- ネブラスカ大学カーニー校（英語版）